# Vincenzo Turco
Vincenzo Turco (Catanzaro, 9 settembre 1898 – 4 giugno 1984) è stato un politico italiano.

## Biografia
Laureato in giurisprudenza, è avvocato. Esponente della Democrazia Cristiana, nel 1946 è il primo sindaco di Catanzaro del dopoguerra, incarico che mantiene fino al 1948, quando viene eletto Deputato della I legislatura della Repubblica Italiana. Conclude il proprio mandato parlamentare nel 1953.
Muore nel giugno del 1984 all'età di 85 anni.